# Trușești
Truşeşti é uma comuna romena localizada no distrito de Botoşani, na região de Moldávia. A comuna possui uma área de 100.73 km² e sua população era de 5810 habitantes segundo o censo de 2007.